# Leo Finzi
Leo Finzi (Milano, 24 settembre 1924 – Milano, 23 giugno 2002) è stato un ingegnere e progettista italiano, socio dell'Accademia dei Lincei.

## Biografia
Figlio di Bruno Finzi, si laurea in Ingegneria Idraulica al Politecnico di Milano nel 1946. Nel 1954 consegue la libera docenza in Scienza delle costruzioni di cui sarà docente, dal 1961, al Politecnico di Milano. Il filone di studi in cui ha maggiormente contributo con una notevole produzione scientifica, è quello della teoria della plasticità (provenendo dalla scuola di Arturo Danusso e Piero Locatelli) e delle strutture metalliche in genere.

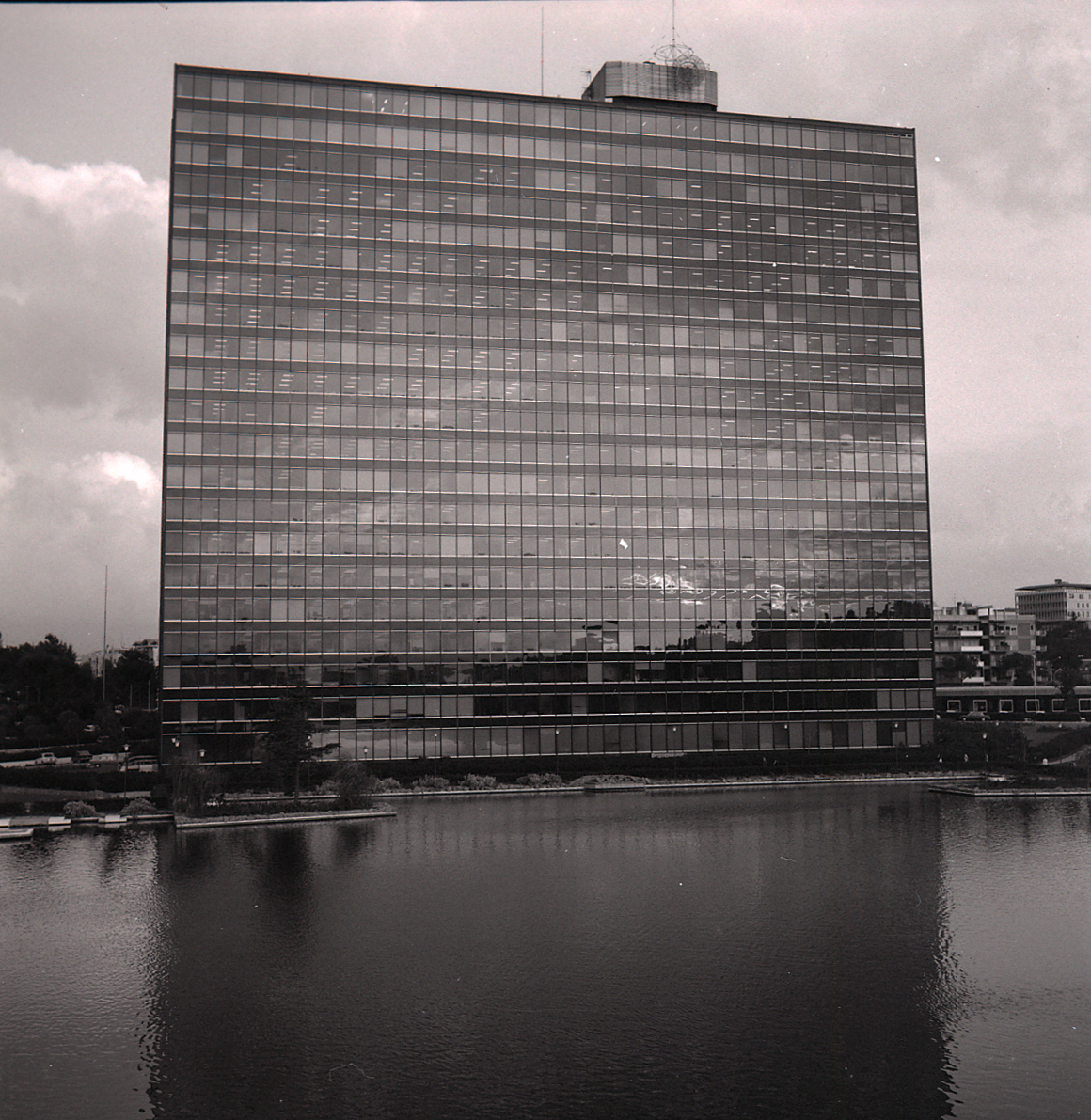
Palazzo ENI, Roma (con Marco Bacigalupo, Ugo Ratti, Edoardo Nova). Foto di Paolo Monti, 1967

È stato un esperto, a livello internazionale, d'ingegneria delle strutture e, in particolare, di quelle metalliche. Ha progettato, tra l'altro, la tensostruttura per la copertura del palasport di Genova, molto apprezzata a livello internazionale, ed è stato progettista e responsabile strutturale delle centrali elettriche di Caorso, Latina e Montalto di Castro, del terzo anello dello stadio Meazza di San Siro, e degli uffici dell'Eni a San Donato Milanese. È stato inoltre membro del comitato per il consolidamento della torre di Pisa, del comitato per il progetto del ponte sullo stretto di Messina (proponendo una soluzione a campata unica) e del comitato per la redazione delle norme tecniche sull'acciaio (eurocodice 3).

## Opere
- Palazzo ENI, Roma (con Marco Bacigalupo, Ugo Ratti, Edoardo Nova), 1959-1962.[3]

## Pubblicazioni
- Finzi Leo, La tensostruttura del Palasport di Genova, in Costruzioni Metalliche, n. 2/1964,  pp. 61-73.
- Finzi Leo, Elementi strutturali, Genova, Nova Edoardo, 1969.
- Finzi Leo, Grandori Giuseppe, Locatelli Piero, Lezioni di Scienza delle costruzioni, CLUP Milano.
- Scritti scelti di Leo Finzi in occasione del suo 70º compleanno, s.l. 1994.